# În spatele frontului. Marele Război așa cum l-am văzut eu: decembrie 1916 – iunie 1918. Însemnările unui soldat german în România ocupată
În spatele frontului. Marele Război așa cum l-am văzut eu: decembrie 1916 – iunie 1918. Însemnările unui soldat german în România ocupată reprezintă jurnalul de război a lui Bogislav Tilka, publicat sub pseudonimul Gerhard Velburg pentru prima oară în 1930 la Minden cu titlul în germană Rumänische Etappe: der Weltkrieg, wie ich ihn sah, de către Editura Wilhelm Köhler. Cartea este focalizată pe experiența pe care a avut-o acesta în Regatul României în intervalul 1916-1918, în perioada ocupației acestuia de către trupele germane. 
Textul nu se concentrează pe relatarea evenimentelor militare și politice ale războiului, ci descrie ocupația militară din perspectiva deliberat subiectivă a lui Tilka de soldat ocupant, care aparține eșalonului din spatele frontului. Depășind cadrul îngust al unor simple consemnări de jurnal, textul apeleză la diverse modalități epice și la o serie de reflecții personale ale autorului, care țin de analiza  sociologică și de prospecțiuni din arealul psihologiei.
Lucrarea lui Tilka reprezintă împreună cu jurnalul episcopului catolic Netzhammer principala sursă care reflectă ocupația germană a teritoriului României, din punctele de vedere ale ocupanților. Pe moment (în anul 2019), deși referitor la nuanțarea întunecatului tablou al ocupației germane reflectat în memorialistica românească această carte aduce o perspectivă nouă pentru istorici români, textul lui Tilka a fost valorificat cu predilecție de către cercetători germani.

## Rezumat
Cartea reprezintă un jurnal de război, centrându-se pe experiența pe care a avut-o autorul în Regatul României în anii 1916-1918, în perioada ocupării teritoriului acestuia de către armata germană. Astfel, mobilizat fiind ca rezervist, autorul ajunge în România după un stagiu în administrația militară germană, alături de alți  rezerviști, titrați și ei. Această subunitate din care face parte este numită cu umor de către autor, „o  căprărie  academică”.

## Structură
Din paginile ediției originale a cărții, numai primele 15 și ultimele 23 de pagini ale jurnalului propriu-zis nu se referă la România.

## Scriere și publicare
Bogislav Tilka, jurist de profesie și doctor în drept al universității din Jena, a ajuns ca soldat de ocazie în misiune pe frontul de est. Pe baza notițelor sale consemnate într-un jurnal autentic, acesta a scris ulterior cartea, a cărei bogăție în detalii nu putea proveni decât din observația directă, la fața locului.
Mobilizat în administrația de război a Germaniei în calitate de rezervist, autorul și-a consemnat astfel impresiile cu începere din iulie 1914, inițial sporadic. După sosirea în România în luna decembrie 1916, acesta a devenit consecvent în a-și nota aceste impresii. După ce a ajuns însă pe Frontul de Vest, toate jurnalele militarilor au fost trimise acasă ca urmare a unui ordin militar strict, moment în care însemnările lui Tilka se termină. În anul 1930, odată cu apariția volumului, scriitorul se pare că nu a considerat necesar să completeze însemnările sale, întrerupte în 1918.
Ca pseudonim a fost ales numele de Gerhard Velburg. Conform opiniei istoricului Daniel Cain, această alegere a fost poate motivată de faptul că editorul s-a gândit că numele real avea o rezonanță slavă și nu era suficient de germanic. De altfel Tilka era născut în zona Prusiei Orientale, la granița cu Polonia de astăzi. Următoarele sale lucrări, autorul le-a publicat însă sub numele său real.
Cartea a fost publicată în anul 1930 la Minden de către tipografia și editura Wilhelm Köhler, cu tilul în germană Rumänische Etappe: der Weltkrieg, wie ich ihn sah.
 Născut la 12 august 1887, Boguslav Tilka a absolvit învățământul secundar la Cottbus, după care a studiat la universitățile din Tübingen, München, Berlin și Jena. În perioada anilor 1930 a locuit la Dresda și Leipzig, fiind jurist meditator pentru studenții și doctoranzii la drept.
Printre cărțile sale se regăsesc manuale auxiliare pentru studenții și doctoranzii de la drept, precum și studii referitoare la dreptul proprietății. De asemenea, a scris și o monografie care tratează din punct de vedere al dreptului ocupația germană a României din timpul Primului Război Mondial. Aceasta în anul 2018 era nepublicată încă și se afla în manuscris, într-o bibliotecă.
Autorul a supraviețuit celui de-Al Doilea Război Mondial.
Titlul ediței în limba română este dat de editură.

## Receptarea operei
| Imagine indisponibilă |  | Imagine indisponibilă |
| Alături de Bogislav Tilka, doar Raymund Netzhammer (stânga) și Kurt Tucholsky (dreapta) s-au remarcat prin scrieri memorialistice despre perioada ocupației propriu-zise. |  |                       |

Memorialistica germană a luptelor de pe frontul românesc și a ocupației României este destul de săracă, în afara titlurilor care au ca subiect campania militară respectivă, jurnalele despre ocupația propriu-zisă fiind extrem de puține. Doar amintirile lui Raymund Netzhammer (care era în acele vremuri episcopul catolic  al Bucureștilor), despre reflectarea perioadei ocupației în cadrul lumii aflate la vârful societății, precum și cele câteva pagini memorialistice ale scriitorului interbelic Kurt Tucholsky (cu puține referiri concrete la război și la ocupație), se adaugă cărții lui Bogislav Tilka. Scrierile lui Tucholsky au totuși meritul de a fi singurele care alături de cele ale lui Tilka, ilustrează perspectiva militarului simplu (Tucholsky, în calitate de subofițer berlinez, la vârsta de de 28 de ani, în aprilie 1918, a fost transferat în România, unde a condus ca și comisar militar de poliție, o secție de poliție din sud-vestul României).
În ce privește istoriografia recentă a Primului Război Mondial, textul lui Tilka a fost valorificat cu predilecție de către cercetători germani, celor români fiindu-le la nivelul anului 2018, încă cvasinecunoscută. Textul, după opinia din anul 2018 a istoricului român Ionuț Biliuță, „este un document memorialistic util atât istoricilor interesați de istoria socială și cea a mentalităților populației autohtone în perioada Primului Război Mondial, cât și literaților care vor descoperi o voce cu un simț literar aparte, ce conservă secvențe originale și necunoscute despre români și România în timpul conflagrației mondiale.” Din punctul de vedere al Eugeniei Bârlea, pentru istorici români cartea aduce o perspectivă nouă, în ce privește nuanțarea întunecatului tabloul reflectat în memorialistica românească, al ocupației germane.

## Analiză literară
Opera lui Tilka depășește cadrul îngust al unor simple consemnări de jurnal, apelând la diverse modalități epice și la o serie de reflecții  personale, care țin  de  analiza  sociologică  și de prospecțiuni din arealul psihologiei. Fiind un foarte bun psiholog, autorul s-a remarcat în text prin ușurința cu care a sesizat micile detalii care fac marile diferențe, iar datorită talentului său de portretist, a descoperit foarte multe nuanțe.
Cartea nu se concentrează pe relatarea evenimentelor militare și politice ale războiului, ci descrie ocupația militară din perspectiva lui Tilka, de soldat ocupant care aparținea eșalonului din spatele frontului. Această ocupație autorul a descris-o dintr-o perspectiva deliberat subiectivă, ceea ce este foarte neobișnuit. În personalitatea autorului se regăsește în același timp un războinic, un intelectual și „un om pur și simplu”. Astfel, rolurile asumate de scriitor sunt multiple, de profesionist al științelor juridice, de funcționar al statului german, de militar rezervist în forța de ocupație germană care este trimis în misiune pentru a păzi un bac și pentru a deservi un birou de evidență a populației, precum și de memorialist de ocazie și de observator atent.
Realitatea descrisă de scriitor este a oamenilor de toate condițiile sociale, durele realități ale războiului fiind împinse într-un plan secundar. Pe acești oameni, Tilka i-a privit cu interes și cu multă înțelegere. Abordând descrierea locurilor și a oamenilor care se află în România ocupată, lucrarea se dovedește a fi o remarcabilă colecția de tipologii umane, în tușe esențializate. Fin psiholog, talentat portretist și curios în ceea ce privește observarea, Tilka a dat naștere astfel unei cărți care se distinge în peisajul literaturii de de acest gen prin bogăția detaliilor și profunzimea observațiilor. Perspectiva prin care scriitorul a abordat textul este pluralistă, Bogislav Tilka vorbind atât în calitate de combatant cât și în calitate de ocupant, prieten sau conviv. Sărbători creștine sau rituri păgâne de ploaie, o înmormântare a unui soldat austriac la care este și preotul ortodox al locului, chemat, sau povești despre relațiile de amor dintre femeile locului, unele deja măritate și militarii germani, sunt descrise atent. Povestirea este de asemenea o altă modalitate folosită de Tilka, pentru a surprinde specificul întretăierii dintre lumi. Un autentic turn Babel, locul de trecere al Dunării cu bacul este un loc unde poveștile nu se opresc, acestea fiind reținute și redate.
Textul relevă un autor atent, care a făcut efortul de a fi obiectiv și uneori chiar generos față populația țării care fusese învinsă, precum și față de contrastele întâlnite la tot pasul. Imaginea imortalizată este aceea a unei lumi rurale, patriarhale și cu accente bucolice de pastel, de către un autor care a manifestat adesea îngăduință față de societatea românească și chiar simpatie și admirație, mai ales față de populația rurală. Această atitudine pare să depindă mai degrabă de spiritul său de dreptate și de înțelegerea plină de simpatie pentru condițiile de viață ale țăranilor, decât de influențele propagandei germane, care făcea în acele vremuri efortul de a-i întoarce pe țărani împotriva proprietarilor de pământ. Lumea Câmpiei Bărăganului este descoperită cu o oarecare uimire, atât din perspectiva unui militar aflat într-o țară „inamică”, precum și din cea a unui intelectual care este capabil de a filtra din punct de vedere cultural ceea ce întâlnește și percepe, cât și din cea a unui locuitor temporar al unui anume loc, obligat fiind să-l împartă cu oamenii acestuia, de ale căror obiceiuri este necesar să se apropie prin înțelegerea acestora.
Alături de spațiul rural, autorul se apleacă astfel și asupra spațiului urban, abordând prin acesta descrierea unei lumi fracturate de lipsa deciziei politice, de afacerism de război, de antisemitism aflat în stadiu latent, de religiozitate populară cu tentă păgână, precum și de incompetență evidentă și de indiferență asumată la nivelul administrației și armatei române. Din text transpar atât pluralitatea vocilor maselor preponderent rurale, cu ideile, nemulțumirile sau opiniile acestora față de război, cât și visele utopice ale elitelor dâmbovițene. Lumea Bucureștiului descrisă de autor este o lume încremenită într-un peisaj de viață cotidiană de dinainte de război, o societatea amnezică ce fie nu pare să conștientizeze, fie nu pare să știe încă de tragedia care deja a măcinat o mulțime de vieți pe fonturile Marii Conflagrații. În această lume, soldații germani se lasă în pofida avertismentelor ofițerilor, în mod sardanapalic, pradă distracțiilor. Toate cele văzute și trăite în capitala României îl vor face apoi pe autor să regrete în mod constant viața acesteia, de-a lungul timpului petrecut în satele din Câmpia Română.
Din punct de vedere al nivelului de detaliu, descrierea capitalei României pe care a făcut-o autorul este printre cele  mai amănunțite surprinse în jurnale în timpul ocupației. Nu este descrisă doar zona centrală, ci sunt descrise și mahalalele. Jurnalul lui Tilka se transformă în mod neașteptat astfel, înglobând elementele unui roman citadin.
Autorul, venit dintr-o societate care trecuse deja prin experiența a doi ani de război, prin experiența raționalizării stricte a alimentelor și prin cea a forței de muncă, a consemnat cu plăcerea unui gurmand varietăți de mâncăruri simandicos gătite, o însemnată porțiune a cărții fiind dedicată hranei.  Specificul culinar este conturat astfel prin descrierea făcută cu savoare, a preparatelor culinare de care a avut parte.
Privirea pe care o oferă din interior Tilka nu este lipsită de critici asupra armatei de ocupație. Dintre rânduri, reiese comportamentul civilului încorsetat în hainele militare, precum și o atitudine de desconsiderare față de absurdul regulilor cazone. Această atitudine de desconsiderare este și mai evidentă față de anumite persoane cu un grade militare superioare, în momentul în care autorul a trebuit să se conformeze ordinelor de multe ori deplasate ale acestora.
Tonul cu care autorul s-a despărțit de români în iunie 1918 este unul optimist, dar este de menționat că Tilka nu a avut parte de scenele de huiduieli ce au însoțit pe alocuri plecarea armatei germane, în noiembrie 1918. De asemenea, după opinia Eugeniei Bârlea, datorită faptului că jurnalul a fost publicat la peste 10 ani de la sfârșitul conflagrației, asupra textului acestuia probabil s-a intervenit pentru a fi înlăturate realități crude. Aceasta s-ar fi făcut spre a face loc unei imagini îmblânzite a războiului, din care autorul a reușir să scape cu viață.

## Valoare istorică
Periplul românesc al lui Bogislav Tilka s-a derulat într-un teritoriu controlat de către inamic prin Administrația Militară a României (în germană Militär Verwaltung in Rumänien, administrație care o înlocuise rapid pe cea centrală autohtonă, dezorganizată prin plecarea principalelor instituții și a familiei regale la Iași. Competența administrației militare germane se întindea pe teritoriul ocupat din Muntenia, incluzând zona de operații și etape a Armatei a IX-a (județele Buzău, Râmnicu Sărat, Brăila și partea ocupată din Putna). Cu un regim special, Dobrogea a fost administrată inițial de bulgari, pentru a avea ulterior un regim de condominium germano-bulgar.
Sarcina acestei administrații militare a fost de la bun început, radicală în comparație ce ce se petrecuse în teritoriile ocupate din Belgia și Polonia, obiectivul fiind acela de a exploata tertoriul ocupat astfel încât „să scoată din țară ceea ce poate fi scos”. Teritoriul românesc trebuia astfel să susțină nu numai armata de ocupație și trupele de pe front, ci și teritoriul de origine al Puterilor Centrale. Ca atare, regimul de ocupație prevăzut trebuia să fie mult mai riguros și mai eficace.

### Documentarea realității

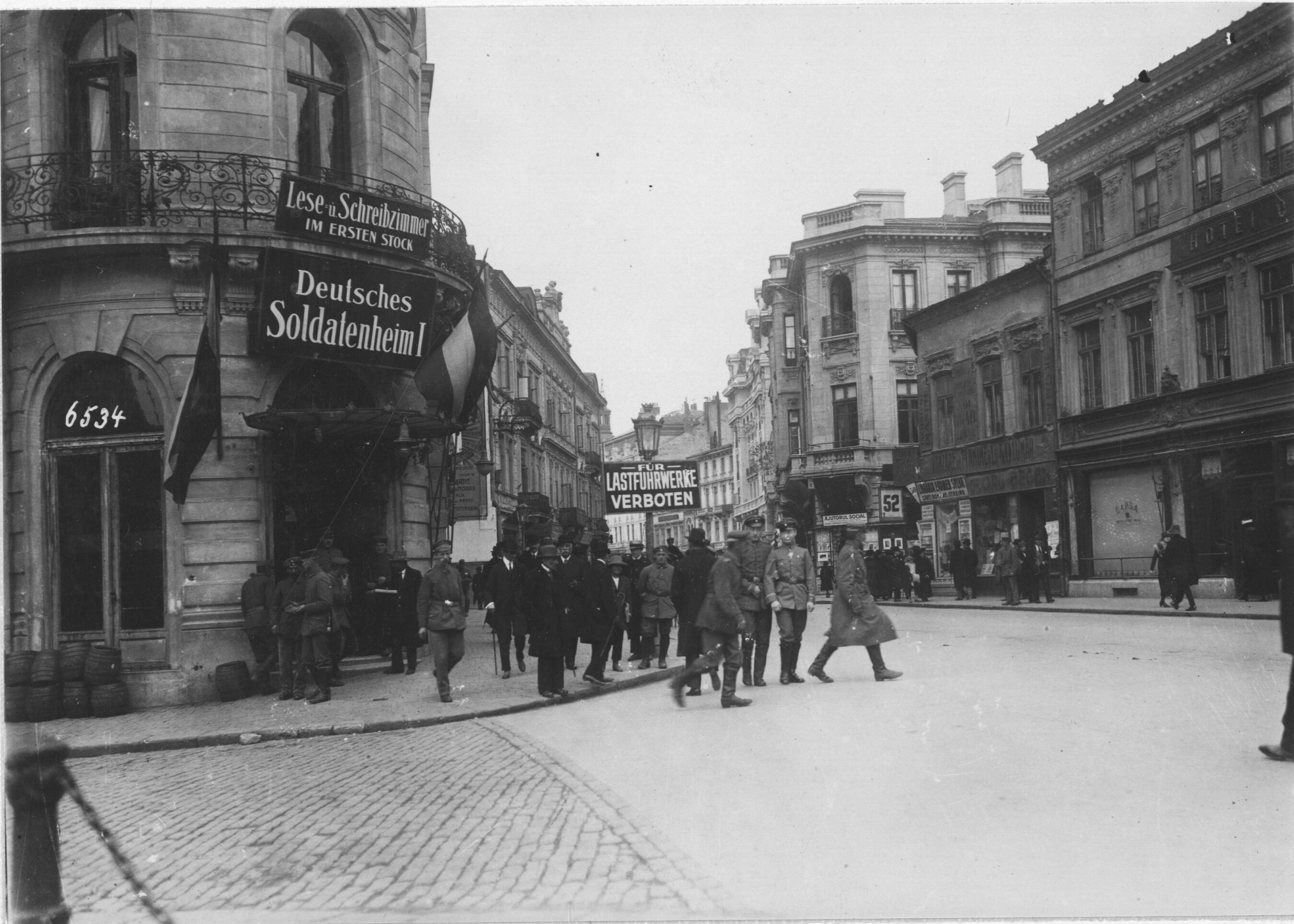
Militari germani în București, în anul 1917.

În România autorul nu a participat propriu-zis la operațiunile militare, misiunea sa desfășurându-se în lumea satului românesc, în spatele liniei frontului. Subunitatea sa, Batalionul de infanterie XI/35 Gotha din trupele de Landsturm, a fost trimis în județul Ialomița, pentru a ocupa un teritoriu de aproximativ 80 de km pe malul stâng al brațului Borcea, între Oltina (situată spre sud în apropiere de Călărași) și Giurgeni (situat spre nord în apropiere de vărsarea Ialomiței). Teritoriul ocupat de batalion cuprindea aproximativ 50 de sate, cu o populație de 500 până la 2500 de locuitori fiecare, iar sediul administrației teritoriale a fost stabilit la Fetești. Având pregătire academică, Tilka a fost pregătit să fructifice șansa care i s-a oferit pentru observațiile sale, de a petrece o perioadă de acalmie în timpul unui război total. Acestei șanse i s-a adăugat avantajul de a face parte dintr-o grupă cu mulți intelectuali, unii dintre ei doctori în litere sau teologie.
Autorul a ajuns în România în decembrie 1916 și după ce a luat contact cu Bucureștiul la 3 săptămâni de la ocuparea acestuia, având prilej de a-l descrie drept o vastă bacanală, Tilka a fost trimis în zona Feteștiului. Aici a ocupat mai multe posturi în administrația militară a locurilor. În februarie 1917, era deja era angrenat în inventarierea sistematică a producătorilor agricoli locali și în punerea în practică a politicii militare germane de rechiziții. A plecat în noiembrie 1917 pentru a servi la serviciul de evidență a populației din București. De aici a fost trimis în iunie 1918 pe Frontul de Vest.

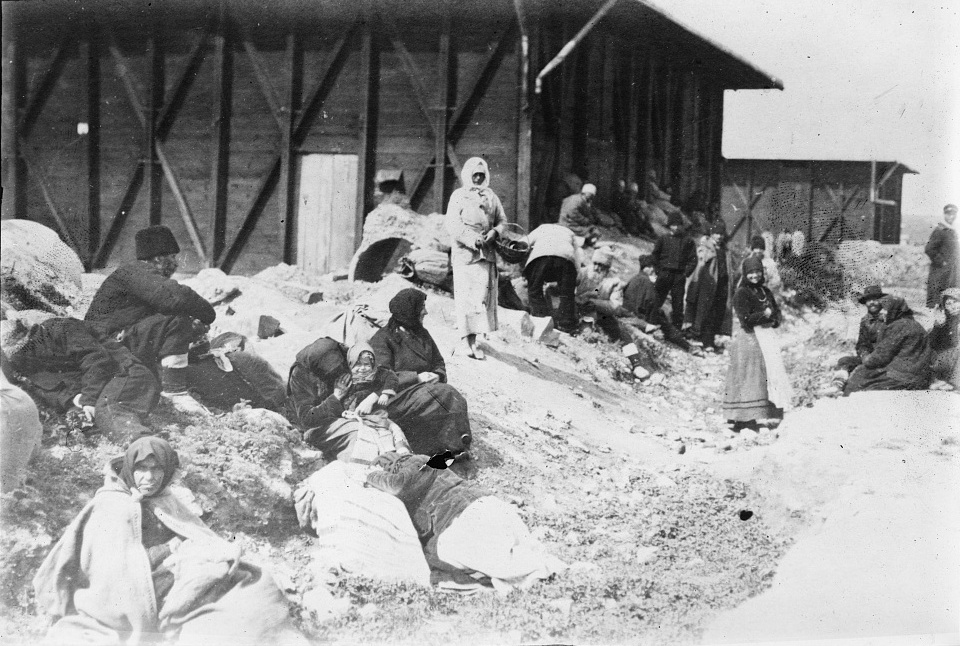
Refugiaţi încercând să se reîntoarcă în Dobrogea (aici într-o fotografie din 1919).

Trimis ca rezervist la birourile de evidență a populației din Fetești și ulterior din București, Tilka nu a interacționat foarte mult cu societatea românească în condiții violente, de conflict armat. A ajuns astfel să cunoască această societate în detaliu. Ipostaza în care s-a aflat i-a creat o anume ambianță și a determinat o stare de  liniște, din care a putut să observe în mod detașat și fără presiunea luptei oamenii satelor și pe cei treceau Dunărea, obiceiurile, comportamentul lor, situația materială și starea morală în care se aflau aceștia. A avut de asemenea dorința de a învăța să comunice cât mai bine cu cei în mijlocul cărora a fost trimis, ceea ce la urma urmei era în interesul germanilor. El a încercat astfel să învețe limba română, servind ca interpret între populația locală și colegii săi de trupă. Fiind de asemenea mai puțin încărcat cu obligații de serviciu, a avut mai mult timp liber pentru observație.
Contextul în care s-au derulat experiențele lui Tilka a fost unul favorabil, deoarece exceptând câteva execuții și unele mici ciocniri, administrația germană în teritoriile ocupate ale României a fost, în general, lipsită de probleme grave. Existența unei dinastii germane conducătoare și a unor investiții anterioare germane pe teritoriul românesc au avut un impact favorabil în ceea ce privește relația dintre ocupant și ocupat. La acestea s-a adăugat faptul că germanii erau considerați reprezentanți ai unei culturi superioare. Astfel, mai devreme sau mai târziu, s-a ajuns la un modus vivendi.
Este de remarcat însă și faptul că deși și-a demonstrat toleranța în diverse prilejuri și în raport cu diferite tipologii umane, autorul pare să aibă totuși unele prejudecăți antisemite.

### Perspectivă
Jurnalul a conturat o perspectivă valoroasă în ceea ce privește realitatea cotidiană a ocupației, în mediul rural. În această realitate, pe de o parte trupele ocupante au dezvoltat o relație personală cu sătenii „lor”, în mod treptat, iar pe de altă parte, sătenii au ajuns să solicite ajutorul comandaturii „lor” locale, atunci când au avut probleme cu alți soldați sau cu instanțe administrative de ordin superior. Ca urmare a acestei relații dezvoltate la nivelurile inferioare ale ierarhiei militare, rigoarea executării ordinelor de rechiziție a hranei și a instrumentarului a avut de suferit. Astfel, realizând că au de profitat ca urmare a unui melanj în care au amestecat propria milă cu corupția, militarii și-au împărțit profitul cu sătenii, ca urmare a dosirii cu bună știință a rezervelor de hrană. Mai mult, unii dintre soldați au devenit pe ascuns ei înșiși crescători de animale, folosindu-se de animalele date de către săteni în dar.
Tiparul respectiv se regăsește într-o oarecare măsură în România anilor ‘80, când venea recensământul la sate. Atunci localnicii ascundeau animalele proaspăt fătate și se descurcau pitind câte ceva. În Marele Război împrietenindu-se cu soldații nemți, care reprezentau o autoritate, țăranii reușau să-și păstreze astfel alimente.
Localnicii au fost descriși făcând gesturi de amabilitate și străduindu-se să fie ospitalieri. Mai toate gazdele descrise de Tilka și-au primit oaspeții ocupanți cu „pâine și sare”, fiind săritoare și inimoase. Aproape în fiecare loc de încartiruire despre care autorul a relatat, acesta a relevat existența unor „filiae hospitales”, doritoare de a face viața mai ușoară militarilor germani (tinerele doreau să se mărite și să plece). După părerea istoricului Daniel Cain, termentul de colaboraționism aplicat aproape întregii populații care a rămas să trăiască sub ocupație nu se justifică. Populația pur și simplu s-a adaptat situației date, iar Tilka a descris de fapt un modus vivendi care a funcționat. Acest tip de comportament de genul „fă-te frate cu dracul până treci puntea”, adresat reprezentanții unei națiuni percepute ca superioare, nu ar fi funcționat însă în cazul unor trupe cum erau cele bulgare.
Există în mod evident și o doză de oportunism și după părerea aceluiași istoric, transpar printre rânduri anumite tipare comportamentale pe care le regăsim și în societatea românească de după Revoluția Română din 1989.
De asemenea, cartea pune în discuție un aspect remarcat de Tilka ce vine în contradicție cu istoriografia românească: anume deplina indiferență a păturilor rurale țărănești sau de mijloc românești față de idealul național al recâștigării provinciilor locuite de români din afara granițelor. Tipul respectiv de pasivitate este identificat de autor și la nivelul a 80% dintre cadrele armatei române, rămase pe loc sau revenite după încheierea păcii de pe frontul din Moldova. Un serios semn de întrebare este astfel ridicat de autor asupra capacității țăranului român de a percepe realitatea politică. Suplimentar, nici verticalitatea devoțiunii religioase a țăranilor din zona Feteștilor nu este satisfăcătoare, aceștia dovedind un spirit deschis din punct de vedere ecumenic.
Asemeni altora, autorul a găsit surprinzător faptul că în România se putea trăi bine și relativ ieftin și că de aici puteau fi trimise în Germania familiilor, lunar, provizii (ceea ce s-a schimbat în anul 1918, care a fost secetos). În societatea decrisă de autor, care trecea prin experiența traumatizantă a războiului, existau însă foarte multe „oportunități” pentru cei care doreau să facă speculă. Existența unei piețe negre a valutelor străine, pe care Tilka a descris-o, s-a sprijinit aproape în mod cert pe existența pieței negre a alimentelor.
Aflat într-o poziție potrivită, Tilka a putut să observe de asemenea în teritoriu evoluția politicii economice și financiare aplicate de stafful administrației militare germane. A consemnat astfel efectul de „înmuiere” generat de fluxul generos de „daruri” pe care le făceau țăranii locali soldaților germani, asupra eficienței politicii de rechiziții. Ajuns în București în vara anului 1917, a consemnat și apariția pe scară largă a penuriei de alimente datorată atât apariței rezistenței pasive a populației, odată cu folosirea monedei de ocupație („bani proști”, în germană dummes geld) impusă de germani, cât și vastelor exporturi de alimente din teritoriul românesc, făcute de soldații kaiserului. Astfel, un nou modus vivendi adaptat la modul individual a luat naștere, ceea ce l-a făcut să consemneze în decembrie 1917 că pentru a-și securiza accesul la resurse alimentarea, militarii germani au devenit adepții asigurării afecțiunii din partea femeilor locale... A scris, în mod similar, despre creșterile de prețuri și despre penuria de materiale și bunuri de larg consum, precum și despre vânzările de obligațiuni de război germane, către populație.
Bogislav Tilka s-a aplecat și asupra situației și poziției evreilor în societatea românească a timpului, dar observațiile sale sunt afectate de anumite prejudecăți personale antisemite. Textul scoate în evidență un antisemitism latent, care pare de altfel să caracterizeze atât populația autohtonă a orașelor, cât și pe unii membri ai trupelor de ocupație. Evreul român este descris fie ca principalul colaborator al trupelor de ocupație, fie ca speculant de război.
Tilka a scris de asemenea și despre despre obiceiul mitei prezent în societatea românească și despre raportul acestuia cu administrația militară germană, precum și despre aspectul șocant din punctul său de vedere al analfabetismului. Acest ultim aspect remarcat de autor pune la îndoială, succesul programului de alfabetizare al lui Spiru Haret.
Prin mărturia sa Tilka distruge însă și mitul ocupantului german superior, deoarece aceia dintre militarii germani care au petrecut mai mult timp în spatele frontului, lasă în cartea sa impresia că nu s-au ocupat decât cu spolierea populației. De asemenea, scriitorul a scos în evidență raporturile nefavorabile dintre militarii germani obișnuiți și cei bulgari, precum și spaima populației române față de trupele bulgare.

## Aprecieri critice
Cartea reprezintă împreună cu jurnalul episcopului catolic Netzhammer principala sursă care reflectă ocupația germană a teritoriului României din punctul de vedere al ocupanților. Conform traducătorului cărții, Ștefan Colceriu, lucrarea  se deosebește esențial de un simplu jurnal de război, prin „felurimea vocilor care-l întrupează”, iar „fals, Velburg nu cântă niciodată”.
În istoriografia românească, apariția cărții în 1930 a fost salutată doar de Nicolae Iorga și Emil Isac. Astfel, după ce mai întâi Iorga în anul 1935 a semnalat-o printr-o scurtă notă ironică la adresa autorului german și a armatei de ocupație, ulterior a considerat-o „o prețioasa mărturie, care ar trebui cunoscută și în cercuri mai largi” și a revenit în anul 1939 cu o amplă recenzie, pe care a încheiat-o, recomandând cu căldură această carte „de o absolută sinceritate”. Spre diferență de Nicolae Iorga, Emil Isac a considerat însă cartea drept un roman de război mediocru, în care autorul și-a permis considerații ofensatoare la adresa românilor. Opinia lui Isac este însă atribuită de către Eugenia Bârlea faptului că acesta ar fi făcut probabil o lectură foarte superficială.